# Vendelbo (adelsslægt)
 For alternative betydninger, se Vendelbo. (Se også artikler, som begynder med Vendelbo)
Vendelbo er navnet på en uddød jysk uradelsslægt, der rummede et par af Danmarks absolut førende politikere i 1300-tallet, far og søn. Slægtsvåbnet er et våbenskjold med et sort fremmadvendt morianshoved, dvs. illustrationen på skjoldet viser hovedet af en sort person, muligvis en slave på skjoldet. Dertil kommer en hjelm påført en bredskygget sort hat med rødt bånd samt en kappe på udstrakte arme. I dansk heraldik regner man med, at der fandtes syv slægter, der førte dette, eller varianter af dette våbenmærke. Vendelbo slægten uddøde på sværdsiden formentlig 1421 med Jens Vendelbo, en fætter til Ingeborg Christiansdatter, som omtales sidste gang i 1459.

## Peder Pedersen Vendelbo
Peder Pedersen Vendelbo (-1346) til Karmark, en borg der ved skiftet efter ham 1347 hedder Skjern, var marsk og senere også drost under kong Christoffer II 1327. Tidligst nævnt 1315, har han nok haft Middelsom, Sønderlyng og Gjern herreder som pantelen. Vendelbo, et tilnavn han selv brugte, er nævnt som væbner og medlover for kong Erik Menved i forliget med hertug Erik af Sønderjylland 1315, og 1316 vedrørende aftalen med greverne Gerhard III og Johan III af Holsten. 1318 bevidner han kong Erik Menveds pantsætning af Skåne til Ludvig Albrechtsen Ebersteins, og var 1323 både ridder og "vor marsk", da han besegler et privilegium for Wismar for kong Christoffer II. I december 1324 bevidner han kong Christoffer II’s voldgiftsdom mellem kong Ludvig IV af Tyskland og markgreve Ludvig af Brandenburg på den ene side og fyrst Henrik II "Løve" af Mecklenburg på den anden. Da kong Christoffer II fratog en del stormænd betydelige pantelen, blev Peder Vendelbo indsat i spidsen af en kongelig hær for at belejre Ludvig Albrechtsen Eberstein på Hammershus og efter et hårdnakket forsvar måtte Eberstein overgive sig. Ved Christoffers fordrivelse og kong Valdemar III’s overtagelse af kongeværdigheden 1326, mistede Vendelbo marskembedet til samme Eberstein og i perioden 1326-29 ved man, at han var hjemmehørende i Børglum stift. Da Christoffer II vender tilbage 1330, bliver Peder Vendelbo drost, det højeste verdslige embede efter kongens, dog kun for at to år senere se kong Christoffer dø, fulgt af otte såkaldte "kongeløse" år. Han træffes igen 1340, da han vil have sin borg Karmark tilbage, som var konfiskeret af de holstenske grever. 1341 var han Christoffers søn, Valdemar Atterdags mand, og 3. januar medlover ved dennes stadfæstelse af Skånes afståelse til kong Magnus Eriksson af Sverige, 6 januar bevidner han kong Valdemars løfte om at overholde befolkningens privilegier, herunder faderens håndfæstning, og få uger senere (16. januar) medlover over for Roskilde-bispen Johan Nyborg, som har overladt borgen i København med byen til Valdemar frem til 1342. Fem dage senere (21. maj) omtales han som vidne i et udkast til et brev om Estlands afståelse til Den tyske Orden. Senere i juni samme år er han medlover, da kong Valdemar overlader Roskilde-bispen borgen Søborg med al kongelig ret i fem tilliggende herreder til gengæld for København, samt bispens gods og tiendeindtægter på Møn og på Rügen, og i juli bevidner han kong Valdemars forbund med Lübeck, Rostock, Wismar, Stralsund og Greifswald. I storpolitisk ærinde træffes han atter 1343 da kong Valdemar slutter fred med kong Magnus Eriksson, i hvilken forbindelse han nævnes som den første verdslige person af 24, og i november samme år er han garant og medlover, da kong Valdemar erkender at have solgt Skåne, Halland, Blekinge, Lister og Hven til kong Magnus. Senest nævnes han i maj 1344 som medlover for kong Valdemar, da han overlader striden med greverne Henrik II, Klaus og Gerhard V af Holsten til voldgiftsdom af hertug Valdemar IIl af Slesvig.
Bortset fra hans nedenfor nævnte søn Christiern med sin anden kone, Arine (Saltensee) af Linde (-efter 1347), havde Peder i hans første ægteskab også en datter, Cecilie Pedersdatter, som blev gift med ridder og marsk Erik Nielsen Gyldenstierne (før 1328-efter 1378), til Aagaard.  

## Christiern Vendelbo
Christiern Vendelbo (-før 1401) til Trudsholm (Gjerlev herred) og Odsgård (Middelsom herred), søn af den ovenævnte Peder Pedersen Vendelbo (-1346) til Karmark, blev selv rigsråd og marsk, dvs. leder af Danmarks militær, under kong Valdemar Atterdag. Han var gift med Elene (-efter 1402), datter af Niels Bugge (før 1300-1359) til Vosborg. Deltog 1369-70, som medlem af kong Valdemars rigråd, i fredsforhandlingerne med Hansestæderne og var da høvedsmand på Skanderborghus. Han medbeseglede 1376 den af kong Oluf udstedte håndfæstning og året efter den på Danehoffet i Nyborg vedtagne landefred. Han havde det omfattende Aalborghus len i pant 1375-1401, og 1394 nævnes han også som lensmand for den befæstede (nu forsvundet) borg Lunholm ved Kildeklit i Skagens landdistrikt (Horns herred), som han havde arvet med sin hustru Elene. Andre besiddelser hvor han nævnes som herre er Skjern hovedgård (Middelsom herred) 1347, Brøndumsgaard (Slet herred) 1397, Støvringaard (Støvring herred), og på et tidpunkt før hans død, Ørum slot. Han deltog i fredsmødet på Lindholm der gjorde slut med krigen mod den fangede Albrecht af Mecklenburg og blev, efter at Erik af Pommern var blevet valgt til konge i 1396, af dronning Margrethe I valgt til Nørrejyllands "høvedsmand og dommer", et embede som var nyt for landsdelen. Da var han den ældste i rigsrådet. Han forekommer sidste gang 1400 (12. juli), da han var til stede på rettertinget, men var død 1401, da hans kone Elene Buggesdatter lever. De fik tre døttre:
- Arine Christiernsdatter Vendelbo (-efter 1413), til Skjern, gift med rigsråd Hans van Podebusk (-efter 1414), til Putbus, Egholm og Skjern, søn af Henning van Podebusk (-1388), rigsforstander efter kong Valdemars død,
- Ingeborg Christiernsdatter Vendelbo (-efter 1459), til Vosborg, gift med rigsråd Predbjørn (Pritbern) Podebusk (før 1380-efter 1425), til Egholm, bror til den ovennævnte Hans,
- Else (Eslif) Christiernsdatter Vendelbo (-efter 1442), til Støvringgaard, gift første gang med Axel Jepsen Thott (-efter 1405) til Sørup, anden gang med Niels Brok (-1419), til Häckeberga, og tredje gang med Lyder Holck (-efter 1437).

Efter hans død var dronningen opmærksom og omhyggelig med at inddrage flere af hans ejendomme, og straks rejste til Nørrejylland. Bland de transaktioner, der er registreret, finder man den 9. Juni 1401 enken Elene Buggesdatter der skøder til dronningen borgen Lunholm ved Skagen, som hun havde arvet efter sin far. Aftalen er beseglet af svigersønnerne Hans Podebusk, Predbjørn Podebusk og Axel Jepsen, og medtager flere andre slægtninge, for at sikre, at enhver der kunne gøre krav, ville opgive denne. Den 20 Juni er dronningen i Viborg, hvor hun får skødet på Brøndumsgaard, og den 8 Juli er dronningen i Randers, og her modtager hun skødet på Lundergård (Hjørring). Den 16 Juli, overdrager Elene Buggesdatter med familie til dronningen Korupgaard (Hellum herred), som Christiern havde vundet i en større retssag 1343-44, og så endelig Aalborg lenet, som Christiern fik af dronningens far, og som bliver overtaget af Mogens Munk.  